# Чагарниця жовтодзьоба
Чагарни́ця жовтодзьоба (Pterorhinus treacheri) — вид горобцеподібних птахів родини Leiothrichidae. Ендемік Калімантану. Раніше вважалася підвидом каштановоголової чагарниці.

## Опис
Довжина птаха становить 22-24 см. Забарвлення темне, попелясто-сіре, груди сіруваті. Верхня частина голови каштанова. Навколо очей білі кільця. Дзьоб жовтий.

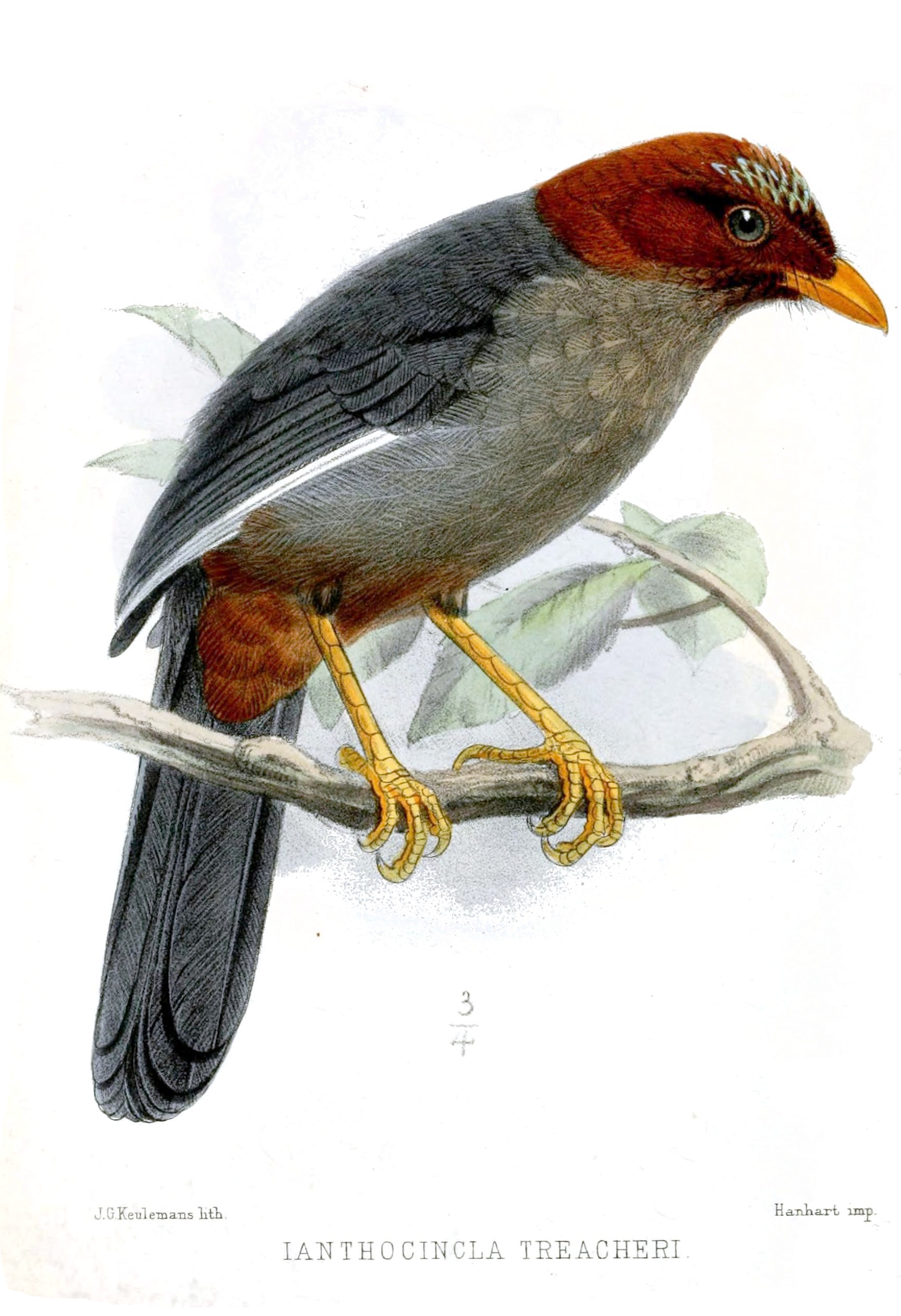
Жовтодзьоба чагарниця

## Підвиди
Виділяють три підвиди:
- P. t. treacheri (Sharpe, 1879) — Сабах;
- P. t. damnatus (Harrisson & Hartley, 1934) — східний Саравак;
- P. t. griswoldi (Peters, JL, 1940) — центральний Калімантан.

## Поширення і екологія
Жовтодзьобі чагарниці живуть у вологих гірських і рівнинних тропічних лісах, в чагарникових заростях і на полях. Зустрічаються на висоті від 200 до 2800 м над рівнем моря.

## Поведінка
Жовтодзьобі чагарниці зустрічаються парами і невеликими зграйками по 4-5 птахів. Вони часто приєднуються до змішаних зграй птахів. Живляться переважно комахами, а також ягодами, плодами, насінням і равликами. Сезон розмноження триває з лютого по квітень. Гніздо чашоподібне, робиться з рослинних волокон і корінців, розміщується на висоті від 3 до 9 м над землею, в заростях папороті та епіфітів. В кладці 2 яйця. Каштановоголові чагарниці іноді стають жертвами гніздового паразитизму острівної зозулі (Hierococcyx bocki).